# Egy ember az örökkévalóságnak (film, 1988)
Az Egy ember az örökkévalóságnak (eredeti cím: A Man for All Seasons) 1988-ban bemutatott amerikai televíziós filmdráma, melyet Charlton Heston rendezett. A forgatókönyvet Robert Bolt írta, azonos című színműve alapján. A főbb szerepekben Charlton Heston, Vanessa Redgrave és John Gielgud látható.
Az Agamemnon Films és British Lion Films gyártásában készült filmet az Amerikai Egyesült Államokban 1988. december 21-én mutatták be. Magyarországon 1992. november 1-jén sugározták először a televízióban. A magyar mozikban megjelent Egy férfi az örökkévalóságnak címmel is.

## Cselekmény
VIII. Henrik király válni akar feleségétől és ehhez az arisztokrácia jóváhagyását akarja. Morus Tamás, az elvek embere nehéz helyzete kerül: álljon ki meggyőződései mellett, kockáztatva azt, hogy magára haragítja a korrupt királyt és esetleg felségárulás miatt kivégezhetik? Vagy hajtson fejet a teljhatalmú uralkodó akarata előtt, aki saját érdekei szerint formálja a törvényeket?

## Szereplők
| Szereplő            | Színész            | Magyar hang   |
| ------------------- | ------------------ | ------------- |
| Morus Tamás         | Charlton Heston    | Avar István   |
| Alice More          | Vanessa Redgrave   | Bodnár Erika  |
| Norfolk hercege     | Richard Johnson    | Kristóf Tibor |
| Wolsey bíboros      | John Gielgud       | Szabó Sándor  |
| Egyszerű ember      | Roy Kinnear        | Szabó Ottó    |
| Thomas Cromwell     | Benjamin Whitrow   | Helyey László |
| VIII. Henrik király | Martin Chamberlain | Sörös Sándor  |
| William Roper       | John Hudson        | Rékasi Károly |
| Richard Rich        | Jonathan Hackett   | Rátóti Zoltán |
| Margaret Roper      | Adrienne Thomas    | ?             |
| Eustace Chapuys     | Nicholas Amer      | ?             |